# 日本の鉄道駅一覧 た
| あ | い | う-え   | お        | か    | き | く-け |
| こ | さ | し-しも | しや-しん | す-そ | た | ち-て |
| と | な | に      | ぬ-の     | は    | ひ | ふ-ほ |
| ま | み | む-も   | や-わ行   |       |    |       |

日本の鉄道駅一覧 たは、日本の鉄道駅のうち、たで始まるものの一覧である。

## た

### たあ-たお
- 大安駅（だいあんえき）
- 大安寺駅（だいあんじえき）
- 第一イン新湊 クロスベイ前駅（だいいちいんしんみなとくろすべいまええき）
- 第一通り駅（だいいちどおりえき）
- 大雲寺前停留場（だいうんじまえていりゅうじょう）
- 大開駅（だいかいえき）
- 大学駅（だいがくえき）
- 大学病院停留場（だいがくびょういんていりゅうじょう）
- 大学前駅 (長野県)（だいがくまええき・上田電鉄別所線）
- 大学前駅 (滋賀県)（だいがくまええき・近江鉄道本線）
- 代官町駅（だいかんちょうえき）
- 代官山駅（だいかんやまえき）
- 大行司駅（だいぎょうじえき）
- 体験坑道駅（たいけんこうどうえき）
- 醍醐駅 (秋田県)（だいごえき・東日本旅客鉄道奥羽本線）
- 醍醐駅 (京都府)（だいごえき・京都市営地下鉄東西線）
- 太閤通駅（たいこうどおりえき）
- 大国町駅（だいこくちょうえき）
- 大山寺駅 (愛知県)（たいさんじえき・名古屋鉄道犬山線）
- 太地駅（たいじえき）
- 太子堂駅（たいしどうえき）
- 大師橋駅（だいしばしえき）
- 太子橋今市駅（たいしばしいまいちえき）
- 大師前駅（だいしまええき）
- 大釈迦駅（だいしゃかえき）
- 大正駅 (大阪府)（たいしょうえき・西日本旅客鉄道大阪環状線・Osaka Metro長堀鶴見緑地線）
- 大正駅 (長崎県)（たいしょうえき・島原鉄道線）
- 大聖寺駅（だいしょうじえき）
- 大神宮下駅（だいじんぐうしたえき）
- 大成駅（たいせいえき）
- 大山口駅（だいせんぐちえき）
- 大川寺駅（だいせんじえき）
- 大善寺駅（だいぜんじえき）
- 代田橋駅（だいたばしえき）
- 泰澄の里駅（たいちょうのさとえき）
- 太東駅（たいとうえき）
- 大塔駅（だいとうえき）
- 大道駅（だいどうえき）
- 大同町駅（だいどうちょうえき）
- だいどう豊里駅（だいどうとよさとえき）
- 大日駅（だいにちえき）
- 大入駅（だいにゅうえき）
- 田井ノ瀬駅（たいのせえき）
- 田井ノ浜駅（たいのはまえき・臨時）
- 台原駅（だいのはらえき）
- 台場駅（だいばえき・ゆりかもめ東京臨海新交通臨海線）
- 大場駅（だいばえき・伊豆箱根鉄道駿豆線）
- 大福駅（だいふくえき）
- 太平駅（たいへいえき）
- 大宝駅（だいほうえき）
- 当麻寺駅（たいまでらえき）
- 大物駅（だいもつえき）
- 大門駅 (東京都)（だいもんえき・都営地下鉄浅草線・大江戸線）
- 大門駅 (愛知県)（だいもんえき・愛知環状鉄道線）
- 大門駅 (広島県)（だいもんえき・西日本旅客鉄道山陽本線）
- 大谷向駅（だいやむこうえき）
- 大雄山駅（だいゆうざんえき）
- 大洋駅（たいようえき）
- 多比良駅（たいらえき）
- 平館駅（たいらだてえき）
- 田浦駅（たうらえき）
- 田尾寺駅（たおじえき）

### たか-たこ
- 高駅（たかえき）
- 高石駅（たかいしえき）
- 高井田駅 (大阪府東大阪市)（たかいだえき・Osaka Metro中央線）
- 高井田駅 (大阪府柏原市)（たかいだえき・西日本旅客鉄道関西本線）
- 高井田中央駅（たかいだちゅうおうえき）
- 高井戸駅（たかいどえき）
- 高岩駅 (長野県)（たかいわえき・東日本旅客鉄道小海線）
- 高岩駅 (長崎県)（たかいわえき・松浦鉄道西九州線）
- 高尾駅 (東京都)（たかおえき・東日本旅客鉄道中央本線・京王高尾線）
- 高尾駅 (岐阜県)（たかおえき・樽見鉄道樽見線）
- 高岡駅（たかおかえき・あいの風とやま鉄道線・西日本旅客鉄道氷見線・城端線）
- 高岳駅（たかおかえき・名古屋市営地下鉄桜通線）
- 高岡駅停留場（たかおかえきていりゅうじょう）
- 高岡貨物駅（たかおかかもつえき）
- 高岡やぶなみ駅（たかおかやぶなみえき）
- 高尾山駅（たかおさんえき）
- 高尾山口駅（たかおさんぐちえき）
- 高尾野駅（たかおのえき）
- 鷹狩駅（たかがりえき）
- 高儀駅（たかぎえき・西日本旅客鉄道城端線）
- 高木駅（たかぎえき・西日本旅客鉄道福塩線）
- 高城町駅（たかぎまちえき）
- 高久駅（たかくえき）
- 高子駅（たかこえき）
- 高坂駅（たかさかえき）
- 高崎駅（たかさきえき）
- 高崎商科大学前駅（たかさきしょうかだいがくまええき）
- 高崎新田駅（たかさきしんでんえき）
- 高崎問屋町駅（たかさきとんやまちえき）
- 高砂駅 (北海道)（たかさごえき・北海道旅客鉄道函館本線）
- 高砂駅 (兵庫県)（たかさごえき・山陽電気鉄道本線）
- 高砂町停留場（たかさごちょうていりゅうじょう）
- 高師駅（たかしえき）
- 高科駅（たかしなえき）
- 高師浜駅（たかしのはまえき）
- 高島駅（たかしまえき）
- 鷹島口駅（たかしまぐちえき）
- 高島平駅（たかしまだいらえき）
- 高島町駅（たかしまちょうえき）
- 高城駅（たかじょうえき）
- 多賀城駅（たがじょうえき）
- 高須駅（たかすえき・広島電鉄宮島線）
- 高須停留場（たかすていりゅうじょう・とさでん交通後免線）
- 高須神社停留場（たかすじんしゃていりゅうじょう）
- 高瀬駅 (山形県)（たかせえき・東日本旅客鉄道仙山線）
- 高瀬駅 (香川県)（たかせえき・四国旅客鉄道予讃線）
- 高田駅 (神奈川県)（たかたえき・横浜市営地下鉄グリーンライン）
- 高田駅 (香川県)（たかたえき・高松琴平電気鉄道長尾線）
- 高田駅 (福岡県)（たかたえき・甘木鉄道甘木線）
- 高田駅 (新潟県)（たかだえき・えちごトキめき鉄道妙高はねうまライン）
- 高田駅 (奈良県)（たかだえき・西日本旅客鉄道和歌山線・桜井線）
- 多賀大社前駅（たがたいしゃまええき）
- 高滝駅（たかたきえき）
- 高田市駅（たかだしえき）
- 田県神社前駅（たがたじんじゃまええき）
- 高田の鉄橋駅（たかだのてっきょうえき）
- 高田馬場駅（たかだのばばえき）
- 高田橋駅（たかだばしえき）
- 高田本山駅（たかだほんざんえき）
- 高擶駅（たかたまえき）
- 高茶屋駅（たかちゃやえき）
- 高津駅 (神奈川県)（たかつえき・東急田園都市線）
- 高津駅 (京都府)（たかつえき・西日本旅客鉄道山陰本線）
- 高塚駅（たかつかえき）
- 高月駅（たかつきえき・西日本旅客鉄道北陸本線）
- 高槻駅（たかつきえき・西日本旅客鉄道東海道本線）
- 高槻市駅（たかつきしえき）
- 高角駅（たかつのえき）
- 高遠原駅（たかとおばらえき）
- 鷹取駅（たかとりえき・西日本旅客鉄道山陽本線）
- 高取駅（たかとりえき・広島高速交通広島新交通1号線）
- 高鍋駅（たかなべえき）
- 高輪ゲートウェイ駅（たかなわげーとうぇいえき）
- 高輪台駅（たかなわだいえき）
- 高根木戸駅（たかねきどえき）
- 高根公団駅（たかねこうだんえき）
- 高野駅 (岡山県)（たかのえき・西日本旅客鉄道因美線）
- 鷹ノ子駅（たかのこえき）
- 鷹巣駅（たかのすえき・秋田内陸縦貫鉄道秋田内陸線）
- 鷹ノ巣駅（たかのすえき・東日本旅客鉄道奥羽本線）
- 鷹の台駅（たかのだいえき）
- 鷹野橋停留場（たかのばしていりゅうじょう）
- 高の原駅（たかのはらえき）
- 高ノ宮駅（たかのみやえき）
- 高萩駅（たかはぎえき）
- 高橋駅（たかはしえき）
- 高畠駅（たかはたえき）
- 高畑駅（たかばたえき）
- 高幡不動駅（たかはたふどうえき）
- 高浜駅 (茨城県)（たかはまえき・東日本旅客鉄道常磐線）
- 高浜駅 (島根県)（たかはまえき・一畑電車大社線）
- 高浜駅 (愛媛県)（たかはまえき・伊予鉄道高浜線）
- 高浜港駅（たかはまみなとえき）
- 高原駅（たかはるえき）
- 高松駅 (東京都)（たかまつえき・多摩都市モノレール線）
- 高松駅 (石川県)（たかまつえき・西日本旅客鉄道七尾線）
- 高松駅 (香川県)（たかまつえき・四国旅客鉄道予讃線）
- 高松貨物ターミナル駅（たかまつかもつターミナルえき）
- 高松築港駅（たかまつちっこうえき）
- 高松町駅（たかまつちょうえき）
- 田上駅（たがみえき・東日本旅客鉄道信越本線）
- 田神駅（たがみえき・名鉄各務原線）
- 高水駅（たかみずえき）
- 高光駅（たかみつえき）
- 高見ノ里駅（たかみのさとえき）
- 高見橋停留場（たかみばしていりゅうじょう）
- 高見馬場停留場（たかみばばていりゅうじょう）
- 高宮駅 (滋賀県)（たかみやえき・近江鉄道本線・多賀線）
- 高宮駅 (福岡県)（たかみやえき・西鉄天神大牟田線）
- 高森駅（たかもりえき）
- 高屋駅（たかやえき）
- 高安駅（たかやすえき）
- 高安山駅（たかやすやまえき）
- 高柳駅（たかやなぎえき）
- 高山駅（たかやまえき）
- 高横須賀駅（たかよこすかえき）
- 宝ケ池駅（たからがいけえき）
- 宝町駅（たからちょうえき・都営地下鉄浅草線）
- 宝塚駅（たからづかえき）
- 宝塚南口駅（たからづかみなみぐちえき）
- 財部駅（たからべえき）
- 宝町停留場（たからまちていりゅうじょう・長崎電気軌道本線）
- 田川伊田駅（たがわいたえき）
- 田川後藤寺駅（たがわごとうじえき）
- 高鷲駅（たかわしえき）
- 田川市立病院駅（たがわしりつびょういんえき）
- 滝駅 (栃木県)（たきえき・東日本旅客鉄道烏山線）
- 滝駅 (兵庫県)（たきえき・西日本旅客鉄道加古川線）
- 多気駅（たきえき・東海旅客鉄道紀勢本線・参宮線）
- 田儀駅（たぎえき）
- 滝井駅（たきいえき）
- 滝尾駅（たきおえき）
- 滝川駅（たきかわえき）
- 滝沢駅（たきざわえき）
- 滝谷駅 (大阪府)（たきだにえき・南海高野線）
- 滝谷不動駅（たきだにふどうえき）
- 滝野駅（たきのえき）
- 滝野川一丁目停留場（たきのがわいっちょうめていりゅうじょう）
- 滝の茶屋駅（たきのちゃやえき）
- 滝ノ間駅（たきのまえき）
- 滝宮駅（たきのみやえき）
- 多喜浜駅（たきはまえき）
- 滝原駅（たきはらえき）
- 滝不動駅（たきふどうえき）
- 滝部駅（たきべえき）
- 滝水駅（たきみずえき）
- 滝本駅（たきもとえき）
- 滝谷駅 (福島県)（たきやえき・東日本旅客鉄道只見線）
- 滝山駅（たきやまえき）
- 田京駅（たきょうえき）
- 田切駅（たぎりえき）
- 多久駅（たくえき）
- 拓北駅（たくほくえき）
- 詫間駅（たくまえき）
- 竹浦駅（たけうらえき）
- 武雄温泉駅（たけおおんせんえき）
- 竹岡駅（たけおかえき）
- 武川駅（たけかわえき）
- 武里駅（たけさとえき）
- 竹沢駅（たけざわえき）
- 武志駅（たけしえき）
- 竹下駅（たけしたえき）
- 竹芝駅（たけしばえき）
- 竹田駅 (京都府)（たけだえき・近鉄京都線・京都市営地下鉄烏丸線）
- 竹田駅 (兵庫県)（たけだえき・西日本旅客鉄道播但線）
- 武田尾駅（たけだおえき）
- 武豊駅（たけとよえき）
- 竹中駅（たけなかえき）
- 武並駅（たけなみえき）
- 竹野駅（たけのえき）
- 竹ノ塚駅（たけのつかえき）
- 武之橋停留場（たけのはしていりゅうじょう）
- 竹橋駅（たけばしえき）
- 竹鼻駅（たけはなえき）
- 竹原駅（たけはらえき）
- 武生駅（たけふえき）
- たけふ新駅（たけふしんえき）
- 建部駅（たけべえき）
- 竹松駅（たけまつえき）
- 竹村駅（たけむらえき）
- 田子駅（たこえき）
- 蛸地蔵駅（たこじぞうえき）

### たさ-たそ
- 太宰府駅（だざいふえき）
- 田崎橋停留場（たさきばしていりゅうじょう）
- 田沢駅（たざわえき）
- 田沢湖駅（たざわこえき）
- 出平駅（だしだいらえき）
- 駄科駅（だしなえき）
- 丹治部駅（たじべえき）
- 田島駅（たじまえき・東武佐野線）
- 但馬駅（たじまえき・近鉄田原本線）
- 田島高校前駅（たじまこうこうまええき）
- 多治見駅（たじみえき）
- 田尻駅（たじりえき）
- 田代駅（たしろえき）
- 田添駅（たぞええき）

### たた-たと
- 多田駅 (栃木県)（ただえき・東武佐野線）
- 多田駅 (兵庫県)（ただえき・能勢電鉄妙見線）
- 忠岡駅（ただおかえき）
- 田立駅（ただちえき）
- 忠海駅（ただのうみえき）
- 只見駅（ただみえき）
- 多々良駅（たたらえき・東武伊勢崎線）
- 多田羅駅（たたらえき・真岡鐵道真岡線）
- 立会川駅（たちあいがわえき）
- 太刀洗駅（たちあらいえき）
- 立川駅（たちかわえき）
- 立川北駅（たちかわきたえき）
- 立川南駅（たちかわみなみえき）
- 立木駅（たちきえき）
- 立小路駅（たちこうじえき）
- 館田駅（たちたえき）
- 立花駅（たちばなえき）
- 立飛駅（たちひえき）
- 立間駅（たちまえき）
- 立江駅（たつええき）
- 龍岡城駅（たつおかじょうえき）
- 竜田駅（たつたえき）
- 竜田川駅（たつたがわえき）
- 竜田口駅（たつたぐちえき）
- 竜野駅（たつのえき・西日本旅客鉄道山陽本線）
- 辰野駅（たつのえき・東日本旅客鉄道中央本線・東海旅客鉄道飯田線）
- 辰巳駅（たつみえき）
- 巽ヶ丘駅（たつみがおかえき）
- 立道駅（たつみちえき）
- 田鶴浜駅（たつるはまえき）
- 伊達駅（だてえき）
- 立石駅（たていしえき）
- 立ケ花駅（たてがはなえき）
- 立川目駅（たてかわめえき）
- 館腰駅（たてこしえき）
- 立田駅（たてだえき）
- 立野駅 (佐賀県)（たてのえき・甘木鉄道甘木線）
- 立野駅 (熊本県)（たてのえき・九州旅客鉄道豊肥本線・南阿蘇鉄道高森線）
- 立場駅（たてばえき）
- 館林駅（たてばやしえき）
- 竪堀駅（たてぼりえき）
- 立町停留場（たてまちていりゅうじょう）
- 伊達紋別駅（だてもんべつえき）
- 館山駅（たてやまえき・東日本旅客鉄道内房線）
- 楯山駅（たてやまえき・東日本旅客鉄道仙山線）
- 立山駅（たてやまえき・富山地方鉄道立山線・立山黒部貫光立山ケーブルカー）
- 多度駅（たどえき）
- 多度津駅（たどつえき）

### たな-たの
- 田奈駅（たなえき）
- 田中駅（たなかえき）
- 田中口駅（たなかぐちえき）
- 棚方駅（たながたえき）
- 多奈川駅（たながわえき）
- 棚倉駅（たなくらえき）
- 田無駅（たなしえき）
- 田辺駅（たなべえき）
- 田並駅（たなみえき）
- 谷頭駅（たにがしらえき）
- 谷上駅（たにがみえき）
- 谷川駅（たにかわえき）
- 谷汲口駅（たにぐみぐちえき）
- 谷之口駅（たにのくちえき）
- 谷浜駅（たにはまえき）
- 谷町九丁目駅（たにまちきゅうちょうめえき）
- 谷町四丁目駅（たにまちよんちょうめえき）
- 谷町六丁目駅（たにまちろくちょうめえき）
- 谷山駅（たにやまえき・九州旅客鉄道指宿枕崎線）
- 谷山停留場（たにやまていりゅうじょう・鹿児島市電谷山線）
- 段山町停留場（だにやままちていりゅうじょう）
- 狸小路停留場（たぬきこうじていりゅうじょう）
- 田主丸駅（たぬしまるえき）
- 田沼駅（たぬまえき）
- 種市駅（たねいちえき）
- 種差海岸駅（たねさしかいがんえき）
- 田野駅 (高知県)（たのえき・土佐くろしお鉄道阿佐線）
- 田野駅 (宮崎県)（たのえき・九州旅客鉄道日豊本線）
- たのうら御立岬公園駅（たのうらおたちみさきこうえんえき）
- 田野口駅（たのくちえき）
- 田窪駅（たのくぼえき）
- 田野倉駅（たのくらえき）
- 田野畑駅（たのはたえき）

### たは-たほ
- 田端駅（たばたえき・東日本旅客鉄道山手線・京浜東北線）
- 田畑駅（たばたえき・東海旅客鉄道飯田線）
- 田端信号場駅（たばたしんごうじょうえき）
- 田原駅（たはらえき）
- 田原坂駅（たばるざかえき）
- たびら平戸口駅（たびらひらどぐちえき）
- 旅伏駅（たぶしえき）
- 田布施駅（たぶせえき）
- 田辺島通停留場（たべしまどおりていりゅうじょう）
- 多宝塔駅（たほうとうえき）

### たま-たも
- 多磨駅（たまえき）
- 玉江駅（たまええき）
- 玉垣駅（たまがきえき）
- 玉柏駅（たまがしえき）
- 玉川駅 (岩手県)（たまがわえき・東日本旅客鉄道八戸線）
- 玉川駅 (大阪府)（たまがわえき・Osaka Metro千日前線）
- 多摩川駅（たまがわえき・東急東横線・目黒線・東急多摩川線）
- 玉川学園前駅（たまがわがくえんまええき）
- 玉川上水駅（たまがわじょうすいえき）
- 玉川村駅（たまがわむらえき）
- 多摩湖駅（たまこえき）
- 多摩境駅（たまさかいえき）
- 玉前駅（たまさきえき）
- 多摩センター駅（たまセンターえき）
- 田町駅（たまちえき・東日本旅客鉄道山手線・京浜東北線）
- 田町停留場（たまちていりゅうじょう・岡山電気軌道清輝橋線）
- 玉造駅（たまつくりえき）
- 玉造温泉駅（たまつくりおんせんえき）
- 玉手駅（たまでえき・西日本旅客鉄道和歌山線）
- 玉出駅（たまでえき・Osaka Metro四つ橋線）
- 玉戸駅（たまどえき）
- 多摩動物公園駅（たまどうぶつこうえんえき）
- 玉名駅（たまなえき）
- 玉野駅（たまのえき）
- 玉ノ井駅（たまのいえき）
- 玉之江駅（たまのええき）
- たまプラーザ駅
- 玉水駅（たまみずえき）
- 玉村駅（たまむらえき）
- 玉淀駅（たまよどえき）
- 玉来駅（たまらいえき）
- 田丸駅（たまるえき）
- 多磨霊園駅（たまれいえんえき）
- 田村駅（たむらえき）
- 溜池山王駅（ためいけさんのうえき）
- 田本駅（たもとえき）

### たや-たよ
- 多屋駅（たやえき）
- 田山駅（たやまえき）
- 田吉駅（たよしえき）
- 多寄駅（たよろえき）

### たら-たろ
- 多良駅（たらえき）
- 多良木駅（たらぎえき）
- 垂井駅（たるいえき・東海旅客鉄道東海道本線）
- 樽井駅（たるいえき・南海電気鉄道南海本線）
- 垂水駅（たるみえき・西日本旅客鉄道山陽本線）
- 樽見駅（たるみえき・樽見鉄道樽見線）
- 田老駅（たろうえき）
- 太郎丸エンゼルランド駅（たろうまるエンゼルランドえき）
- 太郎坊宮前駅（たろぼうぐうまええき）

### たわ-たん
- 俵田駅（たわらだえき）
- 田原町駅 (東京都)（たわらまちえき・東京地下鉄銀座線）
- 田原町駅 (福井県)（たわらまちえき・福井鉄道福武線・えちぜん鉄道三国芦原線）
- 田原本駅（たわらもとえき）
- 段駅（だんえき）
- 旦過駅（たんがえき）
- 丹後神崎駅（たんごかんざきえき）
- 丹後由良駅（たんごゆらえき）
- 丹荘駅（たんしょうえき）
- 誕生寺駅（たんじょうじえき）
- 端野駅（たんのえき）
- 淡輪駅（たんのわえき）
- 丹波大山駅（たんばおおやまえき）
- 丹波口駅（たんばぐちえき）
- 丹波竹田駅（たんばたけだえき）
- 丹波橋駅（たんばばしえき）
- 段原一丁目停留場（だんばらいっちょうめていりゅうじょう）
- 丹比駅（たんぴえき）
- 田んぼアート駅（たんぼアートえき）
- 反町駅（たんまちえき）